# Konservativ Ungdom

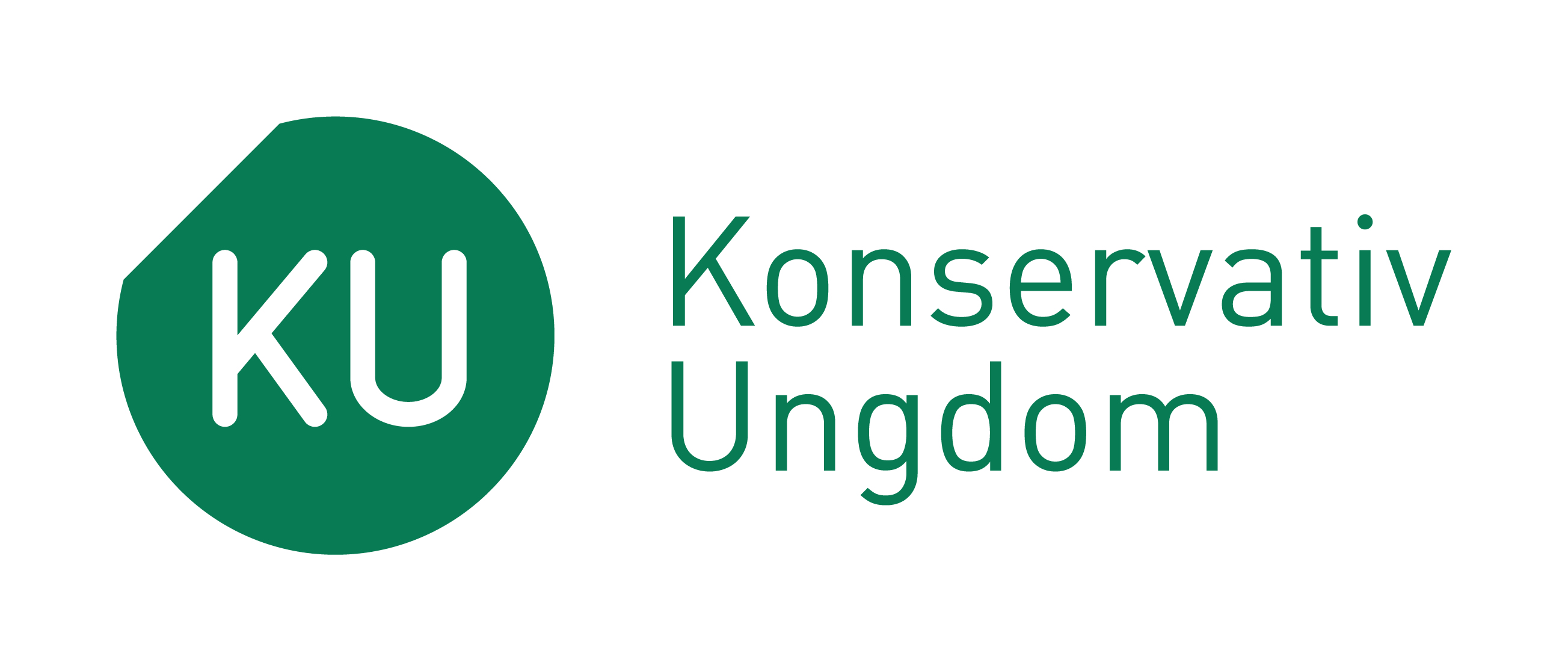
Logotyp sedan 2016.

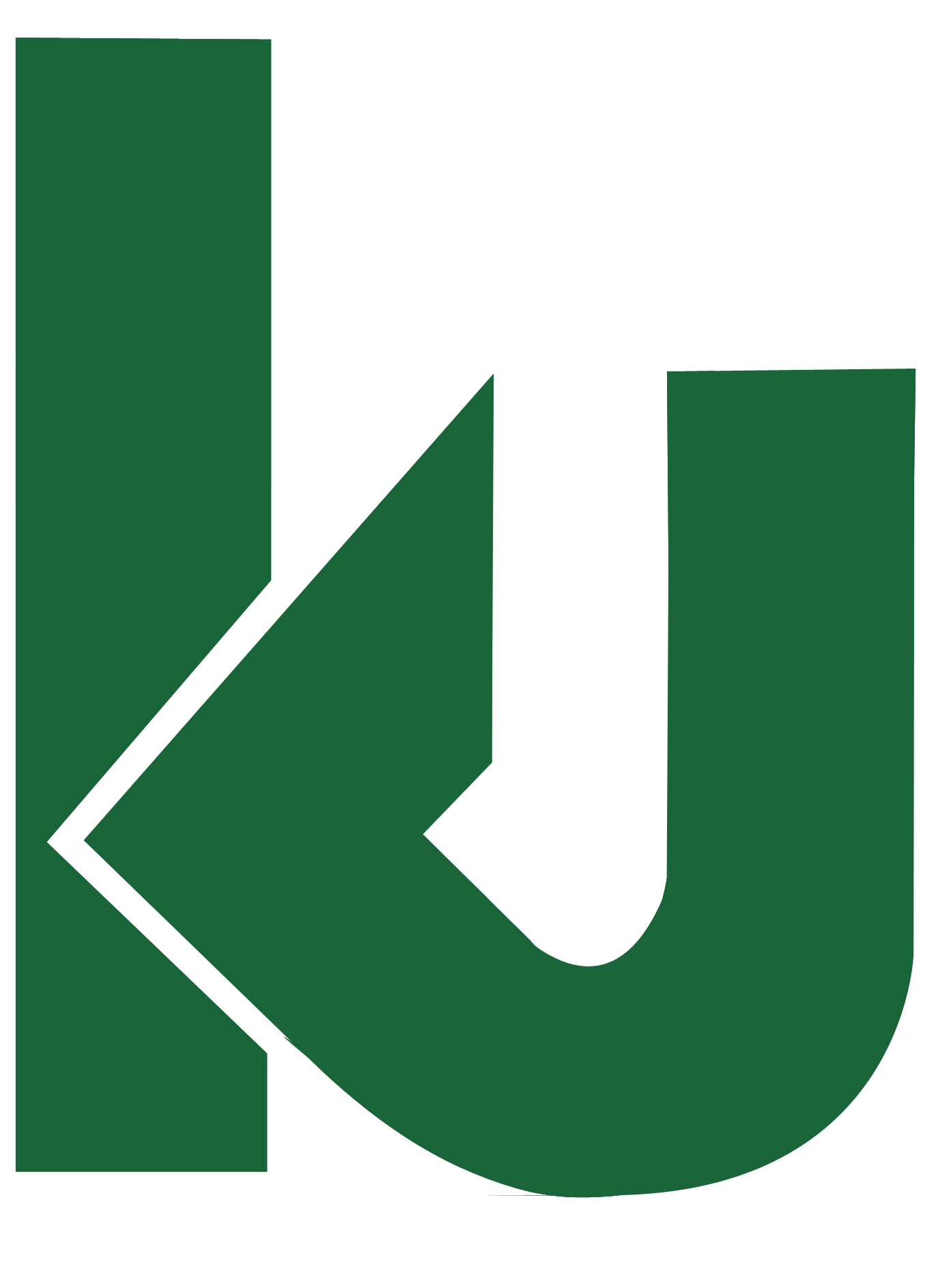
Logotyp använd 1983–1993.

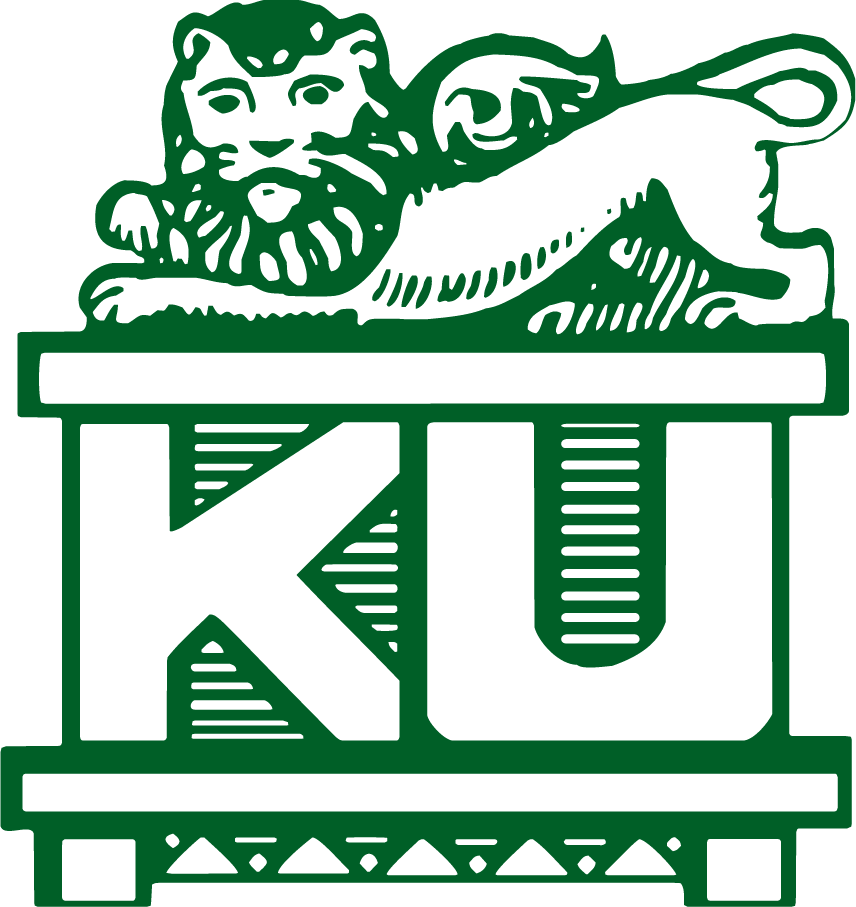
Logotyp från 1930.

Konservativ Ungdom (formellt Konservativ Ungdoms Landsorganisation) är ett ungdomsförbund till Konservative Folkeparti i Danmark. Organisationen grundades 1904 under namnet Danmarks Konservative Ungdomsforeninger, och är Danmarks äldsta ungdomsorganisation. Det är Danmarks tredje största politiska ungdomsförbund och hade 2021 cirka 1 850 medlemmar fördelade över 31 lokalföreningar.
Under mellankrigstiden närde organisationen starka antiparlamentariska och antidemokratiska värderingar, och hade uppemot 30 000 medlemmar. Sedan dess har det politiska klimatet i Danmark förändrats och förbundets ideologiska ståndpunkter blivit betydligt mer liberalkonservativa, med inslag av libertarianism.